# SBB Fb 2x2/3 11302
Fb 2x2/3 11302 war bis zum Mai 1920 die Bezeichnung einer von vier Probelokomotiven, die die SBB im Juni 1917 bestellten. Seither wurde sie als Be 4/6 12302 bezeichnet.
Die Lokomotive sollte, wie auch ihre drei Schwestern Fb 3/5 11201, Fb 2x2/3 11301 und Fc 2x3/4, auf der Gotthardbahn zum Einsatz kommen, um Erfahrungen für Serienbestellungen zu erhalten.
Die Fb 2x2/3 11302 kam aber am Gotthard nie planmässig zum Einsatz, da ihre Nachfolgerinnen Be 4/6 12303-12342 sie technisch bereits überholt hatten.

## Vorgeschichte
Im November 1913 wurde vom Verwaltungsrat der SBB die Elektrifizierung der Gotthardstrecke von Erstfeld bis Biasca beschlossen. Mit Ausbruch des Ersten Weltkrieges waren die SBB zu immer grösseren Fahrplaneinschränkungen wegen der Kohleknappheit gezwungen. Dies führte so weit, dass im Herbst 1918 an Sonntagen mit Ausnahme der Milchzüge keine Züge mehr fuhren.
Neben anderen Strecken wurde deshalb forciert auch die Gotthardstrecke für den elektrischen Betrieb hergerichtet. Diese Elektrifizierung war im Jahr 1920 abgeschlossen.
Für den Betrieb benötigten die SBB dringend Personen- und Güterzuglokomotiven.

## Pflichtenheft
Die SBB verlangten von der Industrie die Erfüllung des nachfolgenden Pflichtenheftes:
- Höchstgeschwindigkeit 75 km/h
- Beförderung von 300 t Anhängelast auf 26 ‰ Steigung bei 50 km/h
- Sicheres Anfahren auf 26 ‰ Steigung und Beschleunigen derselben Last auf 50 km/h in 4 Minuten
- drei Hin- und Rückfahrten Luzern – Chiasso innerhalb 24 Stunden (1'360 km)
- Elektrische Bremse zur Abbremsung des Lokomotivgewichtes im Gefälle
- Möglichkeit der Vielfachsteuerung.

## Auftragsvergabe und Projektierung
Der Auftrag für die Personenzuglokomotive wurde wie folgt erteilt:
Brown, Boveri & Cie. (BBC): Projektierung und Bau der Personenzuglokomotive
Neben der Einhaltung des Pflichtenheftes gaben die SBB den Konstrukteuren grosse Freiheit beim Ausarbeiten der Entwürfe.

## Inbetriebnahme
Am 19. April 1919 wurde die Lokomotive als dritte Probelokomotive abgeliefert. Sie wurde für zahlreiche Versuchs- und Messfahrten am Lötschberg eingesetzt.

## Technik

### Der mechanische Teil

Lokomotive 11302 im Typenblatt der SLM

#### Fahrwerk
Das Fahrwerk bestand aus zwei Drehgestellen. In jedem Drehgestell befanden sich zwei Triebachsen, eine als Bisselachse ausgebildete Laufachse und eine Vorgelegewelle. Die Laufachsen hatten ein Seitenspiel von 2 × 70 mm gegenüber dem Drehgestellrahmen.

#### Zugkraftübertragung
Die Übertragung der Zug- und Stosskräfte erfolgte von den Triebachsen auf die zwei Drehgestelle. Von dort wurden die Kräfte aussen auf die Zughaken und Puffer weitergeleitet. Innen waren die Drehgestelle für die Zug- und Druckkraftübertragung über eine so genannte Kurzkupplung verbunden. Der Lokomotivkasten war an der Übertragung der Kräfte nicht beteiligt.

#### Antrieb
Im Drehgestellrahmen waren zwei Fahrmotoren gelagert. Diese zwei Motoren trieben über beidseitig gefederte Ritzel die Grosszahnräder je einer Vorgelegewelle an. Auf die Verwendung der aufwändigen Schlitztreibstangen wurde verzichtet. Die Triebzapfen der Vorgelegewellen trieben über eine Triebstange direkt die jeweils äussere Triebachse des Drehgestells an. Ein Zapfen auf der inneren Seite dieser Triebstange trieb über eine zweite Triebstange die innere Triebachse an. Durch die Lage der Motoren, und damit verbunden, der Vorgelegewelle, waren die Triebstangen leicht nach oben gepfeilt.
Diese Antriebsart war sicherlich, von der Wartung her gesehen, die Billigere. Im Betrieb war sie aber wesentlich unruhiger und kam deshalb, anders als die Schlitztreibstange, für höhere Geschwindigkeiten nicht zur Anwendung.

#### Lokomotivkasten
Der Lokomotivkasten bestand aus einer durchgehenden Brücke mit aufgeschraubtem Kastenteil ohne Vorbauten. Er war auf beiden Drehgestellen nur abgestützt. Zug- und Druckkräfte wurden von ihm nicht übernommen.

#### Bremsanlage
Die automatische Westinghouse-Bremse und die Regulierbremse wirkten pro Drehgestell auf die Triebachsen. Die Laufachsen waren ungebremst. Jeder Führerstand hatte eine Handbremse, die auf das jeweilige Drehgestell wirkte.

### Der elektrische Teil

#### Hauptstromkreis
Zwei Stromabnehmer, die von einem Hahn in jedem Führerstand gesteuert werden konnten, leiteten den Fahrleitungsstrom zu zwei Trennmessern auf dem Dach des Lokomotivkastens. Von den Trennmessern floss der Strom über die Blitzschutzspule und den Öl-Hauptschalter zum 12,5 t schweren, ölgekühlten Transformator in der Mitte des Lokomotivkastens. Die Kühlung des Öls erfolgte durch beidseitig aussen am Lokomotivkasten angeordnete Röhrensysteme, durch die das Öl mit einer Ölpumpe durchgepresst wurde. Diese Röhrensysteme, die der Lokomotive, wie auch ihren Nachfolgerinnen, das unverwechselbare Aussehen gaben, waren durch den Fahrtwind und die dahinterliegenden Ventilationsöffnungen gekühlt.
Der Stufenschalter übertrug den Fahrstrom zu den je zu zweit in Serie geschalteten Fahrmotoren. Er war als Flachbahn- (oder auch Schlitten-) schalter ausgebildet und hatte 18 Schaltstufen zwischen 237 V und 1’350 V. Zum Überschalten der Stufen waren Funkenschalter vorhanden. Der Antrieb der Anlage erfolgte über einen von der Batterie mit 36 V betriebenen Stellmotor. Die Ansteuerung geschah über einen als Kurbel (später Handrad) ausgebildeten Fahrschalter in beiden Führerständen. Dieser trieb zwei polarisierte Relais an, die so lange hochschalteten, bis die eingestellte Fahrstufe erreicht war.
Jede der zwei Fahrmotorgruppen hatte einen elektromotorisch angetriebenen Wendeschalter. Des Weiteren war, zum Schutz gegen Überlastung, pro Gruppe ein elektromotorisch angetriebener Ölschalter mit Maximalstromrelais zugeordnet.

#### Hilfsbetriebe
Auf der Lokomotive befanden sich die nachfolgend beschriebenen, mit 220 V betriebenen Hilfsbetriebe:
- zwei Kolbenkompressoren
- vier Ventilatorengruppen für die Fahrmotoren
- eine Ölpumpe für die Umwälzung des Transformatorenöls
- eine Motorgeneratorgruppe für die Batterieladung
- Führerstandsheizung, Fuss- und Ölwärmeplatten.

Die Speisung der Zugsheizung erfolgte vom Transformator mit den Spannungen 600 V, 800 V und 1’000 V.

#### Elektrische Bremse
Eine elektrische Bremse war in Form einer Widerstandsbremse eingebaut und nicht als Rekuperationsbremse. Die Motoren wurden beim Bremsen vom Fahrleitungsnetz getrennt und funktionierten als Gleichstromgeneratoren, die ihre Energie an auf dem Dach montierte Bremswiderstände abgaben, wo diese in Wärme umgewandelt wurde. Die Bremswiderstände wurden durch den Fahrtwind gekühlt.
Die Einrichtung wurde zwar erprobt, später aber ausgebaut. Dies insbesondere auch, weil die Lokomotive, wie ihre zwei anderen Be-Schwestern, nie am Gotthard eingesetzt wurde.

#### Vielfachsteuerung
Die Lokomotive war mit einer Vielfachsteuerung ausgerüstet. Sie wurde aber nie praktisch erprobt und später wieder entfernt.

## Betriebseinsatz
Die Lokomotive wurde als dritte der vier Probelokomotiven am 19. April 1919 abgeliefert. Sie kam anschliessend im nichtplanmässigen Dienst auf der Strecke Bern-Thun zum Einsatz.
Es wurden zahlreiche Versuchs- und Messfahrten am Lötschberg durchgeführt.
Später im Jahr 1919 führte sie regelmässig Personen- und Güterzüge auf der Strecke Bern – Thun und später im Jahr bis Spiez. Im November 1919 führte sie, zusammen mit ihrer Schwester Fb 2x2/3 11301 Züge bis Brig, diese auch zusammen mit den ab April 1920 auftauchenden Serienlokomotiven Be 4/6 12303-12342.
Bei Eröffnung des elektrischen Betriebes auf der Gotthardbahn war auch diese Lokomotive ein Einzelstück. Ihre einzigen Fahrten über den Gotthard waren Überstellungsfahrten zur Hauptwerkstätte Bellinzona. Ihr Einsatzgebiet war das Führen von Personen- und Güterzügen vom Depot Bern aus.
Ab Mai 1956 war sie in ähnlichen Diensten, aber vom Depot Biel aus im Einsatz. Von Anfang 1959 an versah sie ihren Dienst am Ablaufberg von Biel. Ab Mai 1962 war sie wieder im Streckendienst tätig.
Nach dem Brand der Fb 2x2/3 11301 übernahm die Fb 2x2/3 11302 den Dienst am Tiroir in Renens bei Lausanne. Im Mai 1965 ereignete sich aber im Transformator ein Kurzschluss. Dieser hatte zwar keinen Brand zur Folge, wegen der hohen Reparaturkosten wurde die Lokomotive aber am 31. Mai 1965 ausrangiert.
Die Fb 2x2/3 11301 war zwar ein Einzelgänger, das einfache Konzept hatte sich aber bei den nach dem gleichen Konzept gebauten Be 4/6 12303-12342 mehrfach bewährt. Dass sie dabei, verglichen mit ihrer Schwester Fb 2x2/3 11301 äusserst schlechte Laufeigenschaften hatte, fiel bei ihr mit der meistens gefahrenen Höchstgeschwindigkeit von vmax von 50 km/h im normalen Betrieb nicht so sehr auf.